# Svartstrupig tandvaktel
Svartstrupig tandvaktel (Odontophorus melanotis) är en fågel i familjen tofsvaktlar inom ordningen hönsfåglar.

## Utbredning och systematik
Svartstrupig tandvaktel delas in i två underarter:
- O. m. melanotis – förekommer från sydöstra Honduras till Nicaragua, Costa Rica och Panama
- O. m. verecundus – förekommer i det fuktiga karibiska låglandet i Honduras

## Status
IUCN kategoriserar arten som nära hotad.